# Білка (Парчівський повіт)
Білка (пол. Białka, Бялка) — село в Польщі, у гміні Дубова Колода Парчівського повіту Люблінського воєводства. Населення — 236 осіб (2011).

## Історія
За даними етнографічної експедиції 1869—1870 років під керівництвом Павла Чубинського, у селі переважно проживали греко-католики, які розмовляли українською мовою. 1895 року при церкві зведено школу.
У 1975—1998 роках село належало до Білопідляського воєводства.

## Демографія
Демографічна структура станом на 31 березня 2011 року:
|          | Загалом | Допрацездатний вік | Працездатний вік | Постпрацездатний вік |
| -------- | ------- | ------------------ | ---------------- | -------------------- |
| Чоловіки | 99      | 17                 | 67               | 15                   |
| Жінки    | 137     | 25                 | 63               | 49                   |
| Разом    | 236     | 42                 | 130              | 64                   |